# Babka tasiemnicowa
Babka tasiemnicowa, babka wężogłowa (Zosterisessor ophiocephalus) – gatunek ryby z rodziny babkowatych (Gobiidae). Jedyny przedstawiciel rodzaju Zosterisessor.

## Występowanie
Morze Śródziemne, Morze Czarne i Morze Azowskie. Żyje w płytkich, mocno zarośniętych wodach.

## Opis
Dorasta maksymalnie do 25 cm długości, przeciętnie 18–22 cm. Głowa dość wąska, wysoka. Ubarwienie ciała zielonkawobrązowe, pokryte ciemnymi, falistymi, poprzecznymi pasami, boki głowy i nasady płetw piersiowych pokryte białymi plamkami, wzdłuż boków kilka dużych ciemnych plam, na płetwach rzędy ciemnych plamek.

## Rozród
Trze się od marca do maja.